# 30. август
30. август (30.08.) је 242. дан у години по грегоријанском календару (243. у преступној години). До краја године има још 123 дана.

## Догађаји
- 1645 — Холанђани и амерички Индијанци склопили су примирје у Њу Амстердаму (Њујорк).
- 1757 — Руска армија је у Седмогодишњем рату, под командом маршала Степана Фјодоровича Апраксина, поразила пруске трупе у бици кодГрос Јегерсдорфа.
- 1881 — Француски инжењер Клеман Адер патентирао је у Немачкој први стереофонски звучни систем.
- 1914 — У бици код Таненберга у Првом светском рату немачка Осма армија под командом генерала Паула фон Хинденбурга потукла је Другу руску армију генерала Александра Самсонова, која је изгубила око 30.000 људи. Генерал Самсонов је извршио самоубиство.
- 1918 — Приликом посете фабрици „Михељсон“ у атентату је рањен Владимир Илич Лењин. У лидера Совјетске Русије пуцале су припаднице Социјал-револуционарне партије Фања Каплан и њена сестра Дора.
- 1940 — У Бечу су завршени разговори представника Немачке, Италије, Румуније и Мађарске (Друга бечка арбитража) на којима су Немачка и Италија присилиле Румунију да уступи Бугарској јужну Добруџу, а Мађарској део Трансилваније.
- 1944 — Совјетска армија је у Другом светском рату заузела нафтна поља у Плоештију у Румунији, чиме је немачку војску лишила важног извора снабдевања горивом.
- 1945 — Велика Британија је поново успоставила своју власт у Хонгконгу, након три године и седам месеци јапанске окупације.
- 1957 — Сенатор Стром Турмонд из Јужне Каролине поставио је нови рекорд у опструкцији америчког Конгреса говорећи више од 24 сата против предлога закона о грађанским правима.
- 1963 — Између седишта влада СССР и САД, Кремља и Беле куће, лидери Никита Хрушчов и Џон Кенеди успоставили су после кубанске кризе, која је запретила општим нуклеарним сукобом, директну телефонску везу, познату као „црвени телефон“.
- 1973 — Кенија је забранила лов на слонове и трговину слоновачом.
- 1974 — Код Загреба се догодила тешка железничка несрећа у којој је изгубило живот око 150 људи. То је била највећа железничка несрећа у историји југословенског саобраћаја.
- 1992 — Прекинута је петомесечна српска опсада Горажда. У складу са договором у Лондону, команда Војске Републике Српске повукла је око 1.000 својих војника.
- 1995 — НАТО је започео кампању бомбардовања положаја Војске Републике Српске током рата у Босни и Херцеговини.
- 2001 — Око 438 избеглица, махом из Авганистана, који су спашени са ферибота који је тонуо, наставило је да умире на норвешком теретном броду, јер им Аустралија није дозволила улазак у ту земљу.
- 2020 — Опозиција у Црној Гори предвођена просрпском коалицијом „За будућност Црне Горе”, с грађанским коалицијама „Мир је наша нација” и „Уједињена реформска акција”, победила је на изборима ДПС Мила Ђукановића после 30 година овога политичара на власти.

## Рођења
- 1748 — Жак Луј Давид, француски сликар. (прем. 1825)
- 1797 — Мери Шели, енглеска књижевница. (прем. 1851)[1]
- 1841 — Ђена Брановачки, српски народни добротвор. (прем. 1882)
- 1859 — Марко Цар, српски књижевни критичар, есејиста и путописац. (прем. 1953)[2]
- 1871 — Ернест Радерфорд, британски физичар, добитник Нобелове награде за хемију (1908). (прем. 1937)
- 1898 — Ширли Бут, америчка глумица. (прем. 1992)
- 1912 — Едвард Милс Персел, амерички физичар, добитник Нобелове награде за физику (1952). (прем. 1997)
- 1930 — Ворен Бафет, амерички бизнисмен.
- 1931 — Јован Ћирилов, српски театролог, књижевник и значајан делатник српског позоришта и српске културе уопште. (прем. 2014)
- 1933 — Иван Кушан,  хрватски писац, сликар, преводилац. (прем. 2012)[3]
- 1934 — Гроздана Олујић, српска списатељица, есејисткиња, преводитељка и антологичарка. (прем. 2019)
- 1943 — Жан-Клод Кили, француски алпски скијаш.
- 1946 — Пеги Липтон, америчка глумица, модел и певачица. (прем. 2019)
- 1948 — Виктор Скумин, руски писац, филозоф, научник и психијатар.
- 1948 — Драгослав Степановић, српски фудбалер и фудбалски тренер.
- 1949 — Брајан Јузна, амерички режисер, сценариста и продуцент.
- 1954 — Александар Лукашенко, белоруски политичар, 1. председник Белорусије.
- 1963 — Мајкл Чиклис, амерички глумац.
- 1966 — Мајкл Мишел, америчка глумица.
- 1969 — Владимир Југовић, српски фудбалер.
- 1969 — Небојша Глоговац, српски глумац. (прем. 2018)
- 1970 — Ненад Ванић, српски фудбалер и фудбалски тренер.
- 1971 — Звонко Милојевић, српски фудбалски голман.
- 1972 — Павел Недвед, чешки фудбалер.
- 1972 — Камерон Дијаз, америчка глумица.
- 1974 — Денис Вајланд, немачки фудбалер.
- 1979 — Хуан Игнасио Чела, аргентински тенисер.
- 1982 — Енди Родик, амерички тенисер.
- 1987 — Ненад Томовић, српски фудбалер.
- 1988 — Ернестс Гулбис, летонски тенисер.
- 1988 — Виктор Клавер, шпански кошаркаш.
- 1989 — Биби Рекса, америчка музичарка и музичка продуценткиња.
- 1990 — Џулија Џеклин, аустралијска музичарка.
- 1996 — Микел Бриџиз, амерички кошаркаш.
- 1999 — Алекса Ускоковић, српски кошаркаш.

## Смрти
- 30. п. н. е. — Клеопатра VII, последња египатска краљица из династије Птолемејида. (рођ. 69. или 70. п. н. е.)
- 1483 — Луј XI, француски краљ. (рођ. 1423)
- 1928 — Вилхелм Вин, немачки физичар, добитник Нобелове награде за физику. (рођ. 1864)
- 1929 — Иво Војновић, дубровачки књижевник. (рођ. 1857)
- 1942 — Сава Шумановић, српски сликар. (рођ. 1896)
- 1981 — Мохамад Али Раџаи, председник Ирана. (рођ. 1933)
- 1981 — Мохамад Џавад Бахонар, премијер Ирана. (рођ. 1933)
- 1993 — Милош Жутић српски филмски и позоришни глумац. (рођ. 1939
- 2015 — Вес Крејвен, амерички режисер, писац, продуцент и глумац. (рођ. 1939)[4]
- 2022 — Михаил Горбачов, политички вођа Совјетског Савеза. (рођ. 1931)

## Празници и дани сећања
- Српска православна црква слави:
  - Мирона Ахајског, свештеномученика из 3. века.
- 1991 — Совјетска република Азербејџан је објавила независност од Москве и почела формирање сопствене армије.